# Отношения Испании и Экваториальной Гвинеи
Отношения Экваториальной Гвинеи и Испании касаются дипломатических отношений между Республикой Экваториальная Гвинея и Королевством Испания. Обе страны являются членами Ассоциации академий испанского языка, Организации иберо-американских государств и ООН.

## История

### Испанская колонизация
Первыми европейцами, исследовавшими остров Фернандо-По и Аннобон, были португальцы, прибывшие в 1472 году. В 1778 Португалия передала территорию Испании после подписания договора об Эль-Пардо. Эти уступки были сделаны для того, чтобы Испания имела доступ к рабам для Испанской Америки, и в то же время она признала права португальцев к западу от меридиана 50° западной долготы в современной Бразилии. Испания контролировала свою новую территорию, которая называется Испанская Гвинея, от своего вице-королевства Рио-де-ла-Плата, базирующейся в Буэнос-Айресе. К 1781 г. Испания вышла с территории после того, как многие испанские поселенцы и солдаты были уничтожены жёлтой лихорадкой.
В 1827 году Испания передала в аренду остров Фернандо-По британскому Королевскому флоту, который требовал базу для охраны рабов после того, как они отменили торговлю рабами в 1807 году. К 1844 г. Испания взяла под контроль свою территорию и начала использовать его в качестве места отбывания наказания для кубинцев. После испано-американской войны территория Испанской Гвинеи была последней значимой колониальной территорией Испании. После гражданской войны в Испании, в 1959 году, Испанская Гвинея была реорганизована в две провинции заморской Испании и подчинена гражданским губернаторам, а жители Испанской Гвинеи получили полное испанское гражданство. К 1963 году Испанская Гвинея получила определенную экономическую и административную автономию.

### Объявление независимости
В 1960-х годах началось движение за деколонизацию Африки. В 1967 году жители Испанской Гвинеи потребовали независимости. В начале 1968 г. правительство Испании прекратило автономный политический контроль над территорией и предложило провести национальный референдум по новой конституции. Конституция была утверждена 11 августа жителями Испанской Гвинеи, а 12 октября 1968 года Испанская Гвинея объявила о своей независимости и изменила свое название на Экваториальную Гвинею. Испания немедленно признала новое государство и установила с ним дипломатические отношения. В том же году Франсиско Масиас Нгема стал первым президентом нового независимого государства. К 1969 году все испанские войска и большинство испанской общины выехали из страны в Испанию.

### После объявления независимости
В марте 1977 г. Испания приостановила дипломатические отношения с Экваториальной Гвинеей из-за репрессий президента Нгемы и его агрессивных высказываний об испанском правительстве. В октябре 1978 г. отношения между обеими странами свелись к минимуму, когда президент Нгема, взявший абсолютную власть в стране, начал отправлять целые семьи и сёла на казнь или в лагеря мигрантов. Испания была готова направить войска в Экваториальную Гвинею для вмешательства и эвакуации своих граждан, если бы они являлись целью репрессий президентом Нгемой. В августе 1979 г. государственный переворот возглавил лейтенант Теодоро Обианг Нгуэма Мбасого, племянник президента Нгемы. Ранее в том же месяце лейтенант Обианг обращался к испанскому правительству с просьбой о военной помощи, однако ему было отказано. При этом, Испания предоставила дипломатическое признание его правительству. В том же месяце президент Нгема был схвачен оппозиционными силами и казнен. Лейтенант Обианг стал вторым президентом Экваториальной Гвинеи.
В период с 1979 по 1983 год Испания направила Экваториальной Гвинее 15 миллионов испанских песет для развития нации. Отношения между обеими странами почти снова разорвались из-за переговоров о долге в 1983 году и того факта, что Экваториальная Гвинея задолжала Испании более 6 миллионов испанских песет. Соглашения были достигнуты до того, как были приняты более решительные меры. При попытке государственного переворота в 2004 году Президент Обианг обвинил Испанию в том, что она знала о попытке государственного переворота и направила в регион два испанских военных корабля, однако премьер-министр Испании Хосе Мария Аснар опроверг обвинения в том, что корабли были там для помощи перевороту.

## Визиты на высоком уровне

### Визиты Президента Экваториальной Гвинеи в Испанию
• Президент Теодоро Обианг Нгема Мбасого (1980, 2001, 2006, 2014)

### Визиты королей и премьер-министров Испании в Экваториальную Гвинею
• Король Хуан Карлос I (1979, 1980)
• Премьер-министр Фелипе Гонсалес (1991)
• Премьер-министр Мариано Рахой (2014)

## Двусторонние отношения
В течение многих лет оба государства подписали многочисленные соглашения, такие как Соглашение о культурном сотрудничестве (1969); Соглашение о техническом и сельскохозяйственном сотрудничестве (1979); Соглашение об образовании (1980); Договор о дружбе и сотрудничестве (1980); Соглашение о содействии и защите инвестиций (2003) и Транспортное соглашение (2012). Прямой рейс между Малабо и Мадридом выполняет авиакомпания CEIBA Intercontinental и Iberia.

## Торговля
В 2016 году товарооборот между Экваториальной Гвинеей и Испанией составил 748 миллионов евро. 90% экспорта Экваториальной Гвинеи в Испанию приходится на нефть. Основным экспортом Испании в Экваториальную Гвинею являются напитки, мебель и светильники, механическое оборудование, автомобили, грузовики и электронные материалы. Испания инвестировала в Экваториальную Гвинею 3 миллиона евро, в основном в строительную отрасль. В то же время инвестиции Экваториальной Гвинеи в Испанию составляют 4 миллиона евро . Экваториальная Гвинея — девятый крупнейший торговый партнёр Испании из Африки (78-й в мире). Испания является третьим крупнейшим торговым партнером Экваториальной Гвинеи во всем мире (после Китая и США).

## Резидентские дипломатические миссии
• Экваториальная Гвинея имеет посольство в Мадриде и консульство в Лас-Пальмасе.
• Испания имеет посольство в Малабо и генеральное консульство в Бате. 